# 易原
易原，共分八卷，由宋代程大昌花了四年所著。
程大昌認為易學紛爭不斷，難以作為憑據，固此參考了《河圖》、《洛書》，論及卦變、揲法，認為天地五十有五之數，為《易》的根本。因此以《易原》為名。